# TSF (radio)
TSF è una stazione radio portoghese, fondata nel 1989 a Lisbona. È una delle tre principali stazioni radio del paese, assieme a Antena 1 e Rádio Renascença, e si occupa principalmente di notizie e attualità. Inizia a trasmettere già il 29 febbraio 1988, quando le radio private erano ancora illegali. È parte del gruppo portoghese Global Media Group.